# Washington Mystics 2018
La stagione 2018 delle Washington Mystics fu la 21ª nella WNBA per la franchigia.
Le Washington Mystics arrivarono seconde nella Eastern Conference con un record di 22-12. Nei play-off vinsero al secondo turno con le Los Angeles Sparks (1-0), in semifinale con le Atlanta Dream (3-2), perdendo poi la finale WNBA con le Seattle Storm (3-0).

## Roster
| N° | Naz.                   | Ruolo | Sportivo                 | Anno | Alt. | Peso |
| -- | ---------------------- | ----- | ------------------------ | ---- | ---- | ---- |
| 2  | Stati Uniti (bandiera) | A     | Myisha Hines-Allen       | 1996 | 188  | 91   |
| 4  | Stati Uniti (bandiera) | G     | Tayler Hill              | 1990 | 178  | 66   |
| 7  | Stati Uniti (bandiera) | G     | Ariel Atkins             | 1996 | 180  | 73   |
| 11 | Stati Uniti (bandiera) | GA    | Elena Delle Donne        | 1989 | 196  | 85   |
| 14 | Stati Uniti (bandiera) | G     | Tierra Ruffin-Pratt      | 1991 | 178  | 83   |
| 15 | Stati Uniti (bandiera) | G     | Natasha Cloud            | 1992 | 183  | 73   |
| 20 | Stati Uniti (bandiera) | G     | Kristi Toliver           | 1987 | 170  | 59   |
| 21 | Stati Uniti (bandiera) | A     | Tianna Hawkins           | 1991 | 191  | 87   |
| 23 | Stati Uniti (bandiera) | GA    | Aerial Powers            | 1994 | 183  | 71   |
| 25 | Stati Uniti (bandiera) | A     | Monique Currie           | 1983 | 183  | 79   |
| 30 | Stati Uniti (bandiera) | AC    | LaToya Pringle           | 1986 | 191  | 77   |
| 32 | Stati Uniti (bandiera) | G     | Shatori Walker-Kimbrough | 1995 | 180  | 64   |
| 34 | Stati Uniti (bandiera) | C     | Krystal Thomas           | 1989 | 196  | 88   |

## Staff tecnico
- Allenatore: Mike Thibault
- Vice-allenatori: Marianne Stanley, Eric Thibault
- Preparatore atletico: Chalisa Fonza